# The Wrong Place
The Wrong Place is een single van de Belgische band Hooverphonic. Het nummer werd geschreven door Alex Callier en Charlotte Foret. Het is de Belgische inzending voor het Eurovisiesongfestival 2021 in Rotterdam, Nederland. Met het lied haalde de groep de finale van het festival, waar het uiteindelijk 19de werd.

## Hitnoteringen

### VlaamseUltratop 50
| Hitnotering: 12-03-2021 tot 19-06-2021 | Hitnotering: 12-03-2021 tot 19-06-2021 | Hitnotering: 12-03-2021 tot 19-06-2021 | Hitnotering: 12-03-2021 tot 19-06-2021 | Hitnotering: 12-03-2021 tot 19-06-2021 | Hitnotering: 12-03-2021 tot 19-06-2021 | Hitnotering: 12-03-2021 tot 19-06-2021 | Hitnotering: 12-03-2021 tot 19-06-2021 | Hitnotering: 12-03-2021 tot 19-06-2021 | Hitnotering: 12-03-2021 tot 19-06-2021 | Hitnotering: 12-03-2021 tot 19-06-2021 | Hitnotering: 12-03-2021 tot 19-06-2021 | Hitnotering: 12-03-2021 tot 19-06-2021 | Hitnotering: 12-03-2021 tot 19-06-2021 | Hitnotering: 12-03-2021 tot 19-06-2021 | Hitnotering: 12-03-2021 tot 19-06-2021 | Hitnotering: 12-03-2021 tot 19-06-2021 |
| Week:                                  | 1                                      | 2                                      | 3                                      | 4                                      | 5                                      | 6                                      | 7                                      | 8                                      | 9                                      | 10                                     | 11                                     | 12                                     | 13                                     | 14                                     | 15                                     |                                        |
| -------------------------------------- | -------------------------------------- | -------------------------------------- | -------------------------------------- | -------------------------------------- | -------------------------------------- | -------------------------------------- | -------------------------------------- | -------------------------------------- | -------------------------------------- | -------------------------------------- | -------------------------------------- | -------------------------------------- | -------------------------------------- | -------------------------------------- | -------------------------------------- | -------------------------------------- |
| Positie:                               | 7                                      | 23                                     | 28                                     | 35                                     | 37                                     | 39                                     | 48                                     | 35                                     | 42                                     | 28                                     | 10                                     | 1                                      | 5                                      | 29                                     | 40                                     | uit                                    |